# Al-Rufaiq
L'illa d'Al-Rufaiq és una illa de l'emirat d'Abu Dhabi (Emirats Àrabs Units) a la costa de l'emirat, a uns 50 km a l'oest d'Abu Dhabi (ciutat) i immediatament a l'est d'Abu Al-Abyad de la que la separa el canal conegut per Khor Qantur; al nord-oest té l'illot d'Al-Salali. És una illa arenosa amb aportacions de capes fines de sal, i amb poc metres d'altura màxim. Està deshabitada; la vegetació és reduïda limitada a plantes que aguanten la sal. La seva superfície és d'uns 20 km². Mesura 5 km de llarg per 4 d'ample.
Té una important colònia de cormorans de Socotora (Phalocrocorax nigrogularis, de les que només n'hi ha 15 colònies al golf), a l'illot d'Al Salali.
Fou ocupada al primer mil·lenni fins a temps recents, probablement per comunitats de pescadors. S'ha trobat poteria, i restes d'ostres perleres. Els principals jaciments arqueològics són propers al pou de Dabiyya, d'on se n'extreu petroli.